# B. V. Bowden, Baron Bowden
Bertram Vivian Bowden, Baron Bowden (* 18. Januar 1910 in Chesterfield, Derbyshire; † 28. Juli 1989 in Bowdon (Greater Manchester)) war ein britischer Naturwissenschaftler, der sich vor allem mit der Entwicklung des Sekundärradars sowie kommerziell genutzter Computer befasste. Er war maßgeblich verantwortlich für die Entwicklung des heute zur University of Manchester gehörenden University of Manchester Institute of Science and Technology (UMIST) zur eigenständigen Universität und wurde 1964 als Life Peer aufgrund des Life Peerages Act 1958 Mitglied des House of Lords.

## Leben

### Radarwissenschaftler und Universitätsrektor
Nach dem Schulbesuch absolvierte Bowden ein Studium der Naturwissenschaften am Emmanuel College der University of Cambridge, das er 1931 abschloss. Dort war er Mitarbeiter am Lehrstuhl von  Ernest Rutherford. Im Anschluss erwarb er dort einen Philosophiae Doctor (Ph.D.) im Fach Kernphysik und war danach zwischen 1934 und 1935 mit finanzieller Unterstützung des Chemieunternehmens Imperial Chemical Industries (ICI) Forschungswissenschaftler an der Universität von Amsterdam.
Nachdem er danach zwischen 1935 und 1937 an der Liverpool Collegiate School sowie von 1937 bis 1940 an der Oundle School als Physiklehrer gearbeitet hatte, wurde er 1940 Mitarbeiter der Telecommunications Research Establishment (TRE), wo er sich mit der Entwicklung von Radar- sowie Sekundärradartechnik befasste und zusammen mit F. C. Williams ein System zur Freund-Feind-Erkennung (Identification Friend Foe) entwickelte. 1943 wechselte er zum United States Naval Research Laboratory (NRL) und setzte dort seine Forschungs- und Entwicklungsarbeit fort. Insbesondere entwickelte er das Freund-Feind-Erkennungssystem IFF Mark V, das unter der Bezeichnung United Nations Beacon (UNB) für eine Serienproduktion angepasst wurde.
Nach Ende des Zweiten Weltkrieges arbeitete er bis 1953 in verschiedenen Berufen wie zum Beispiel als Partner von Robert Watson-Watt und war unter anderem im Verkauf der vom Elektronikunternehmen Ferranti hergestellten frühen kommerziellen Computer wie dem 1951 hergestellten Ferranti Mark I tätig. 1953 erschien sein Buch Faster than Thought. A symposium on digital computing machines, in dem er seine Ideen zukünftiger technologischer Entwicklungen darstellte.
1953 wurde Bowden zum Prinzipal des Manchester College of Science and Technology berufen und zugleich Dekan der Fakultät für Technologie der University of Manchester. Er setzte sich in der Folgezeit für die Entwicklung und Erweiterung dieser Bildungseinrichtung ein, die 1956 durch eine Royal Charter als University of Manchester Institute of Science and Technology (UMIST) den Status einer eigenständigen Universität erhielt.

### Oberhausmitglied und Staatsminister
Für seine Verdienste wurde Bowden durch ein Letters Patent vom 18. Januar 1964 als Life Peer mit dem Titel Baron Bowden, of Chesterfield in the County of Derbyshire, in den Adelsstand berufen und war somit bis zu seinem Tod Mitglied des House of Lords. In der Folgezeit war er auch zeitweise Vorsitzender des Elektronischen Forschungsrates (Electronics Research Council) des Luftfahrtministerium (Ministry of Aviation).
Nach dem Wahlsieg der Labour Party bei den Unterhauswahlen am 15. Oktober 1964 wurde Baron Bowden von Premierminister Harold Wilson zum Staatsminister für Bildung und Wissenschaften berufen und war als solcher bis zu seinem Rücktritt im Januar 1965 einer der engsten Mitarbeiter des damaligen Ministers für Bildung und Wissenschaften (Secretary of State for Education and Science) Michael Stewart.
Im Anschluss kehrte er als Prinzipal an die University of Manchester Institute of Science and Technology zurück und bekleidete dieses Amt bis zu seiner Emeritierung 1976. Während dieser Zeit wurde ihm für die Entwicklung des Sekundärradars 1973 der Pionierpreis des in New York City ansässigen Institute of Electrical and Electronics Engineers (IEEE) verliehen. Darüber hinaus wurde er 1975 Honorary Fellow der Institution of Civil Engineers (ICE) sowie 1976 auch Distinguished Fellow des British Computer Society (BCS).
Neben seiner Tätigkeit als Naturwissenschaftler interessierte sich Baron Bowden für islamisches Finanzwesen und arbeitete auf diesem Gebiet mit Salim Al-Hassani zusammen.

## Schriften
- als Herausgeber: Faster Than Thought. A symposium on digital computing machines, Pitman, 1953
- Proposals for the development of the Manchester College of Science and Technology, 1956
- The functions of universities in modern society, Birbeck College, 1964
- University finance, Manchester Statistical Society, 1966
- Science and the university, Macmillan of Canada, 1967
- The language of computers, 1969
- Inflation accounting, University College, Cardiff, 1974
- The Role of Universities in the Modern World, University of Science and Technology, 1978

### Biografie
- Bertram Bowden im Hansard (englisch)
- Eintrag in Leigh Rayment Peerage
- Bertram Vivian Bowden, Baron Bowden auf thepeerage.com, abgerufen am 11. September 2016.
- Homepage der UMIST
- Papers of Vivian Bowden, Lord Bowden of Chesterfield. In: University of Manchester Library, Special Collections.
- Eintrag in New Scientist vom 5. Januar 1961
- Eintrag in New Scientist vom 21. Mai 1964
- Eintrag in der National Portrait Gallery (London)
- Eintrag in Purbeck Radar

### Veröffentlichungen
- Veröffentlichungsnachweis (Open Library)
- Veröffentlichungsnachweis (Open Library)
- Veröffentlichungsnachweis (Google Books)
- Veröffentlichungsnachweis